# Szymszon Sztokhamer
Szymszon Sztokhamer (ur. 1902, zm. 1944) – polski rabin i działacz religijny, chasyd, członek warszawskiego rabinatu.

## Życiorys
Nalażał do warszawskiego rabinatu, a od 1939 był członkiem Rady Żydowskiej. Podczas okupacji niemieckiej znalazł się w getcie warszawskim, gdzie był rabinem okręgów 18 i 19. Był również  współzałożycielem kuchni dla talmudystów i patronatu Lomdej Tora. Był także kierownikiem Referatu Spraw Metrykalnych w Wydziale Administracyjnym Rady Żydowskiej. Zabiegał między innymi o to, by język jidysz stał się urzędowym językiem Judenratu, oraz by ortodoksyjni Żydzi nie byli wysyłani do obozów pracy.
21 lipca 1942 znalazł się w grupie członków Rady Żydowskiej, wziętych jako zakładnicy tuż przed rozpoczęciem wielkiej akcji deportacyjnej w getcie warszawskim. Sztokhamer należał do nielicznych warszawskich rabinów, którzy unikneli deportacji do obozów zagłady w trackie lipcowej akcji deportacyjnej. W getcie szczątkowym działał na rzecz umożliwienia ortodoksyjnym Żydom przestrzegania halachy i obchodzenia świąt. Po wybuchu powstania w getcie warszawskim, został schwytany przez Niemców i wywieziony do obozu na Majdanku lub w Trawnikach. 
W 1944 trafił wraz z rabinem Dawidem Szapirą do obozu pracy w Budzyniu, gdzie obaj kontaktowali się z podziemnym ruchem oporu. Okoliczności śmierci Sztokhamera nie są jasne, według niektórych  źródł, został ranny i zmarł w lipcu 1944.